# 安德鲁·坎贝尔
安德鲁·坎贝尔（英語：Andrew Campbell，1992年2月2日—），美国男子赛艇运动员。他曾代表美国参加世界赛艇锦标赛，获得二枚铜牌。他也曾参加2016年夏季奥林匹克运动会。